# Mięsień najszerszy grzbietu

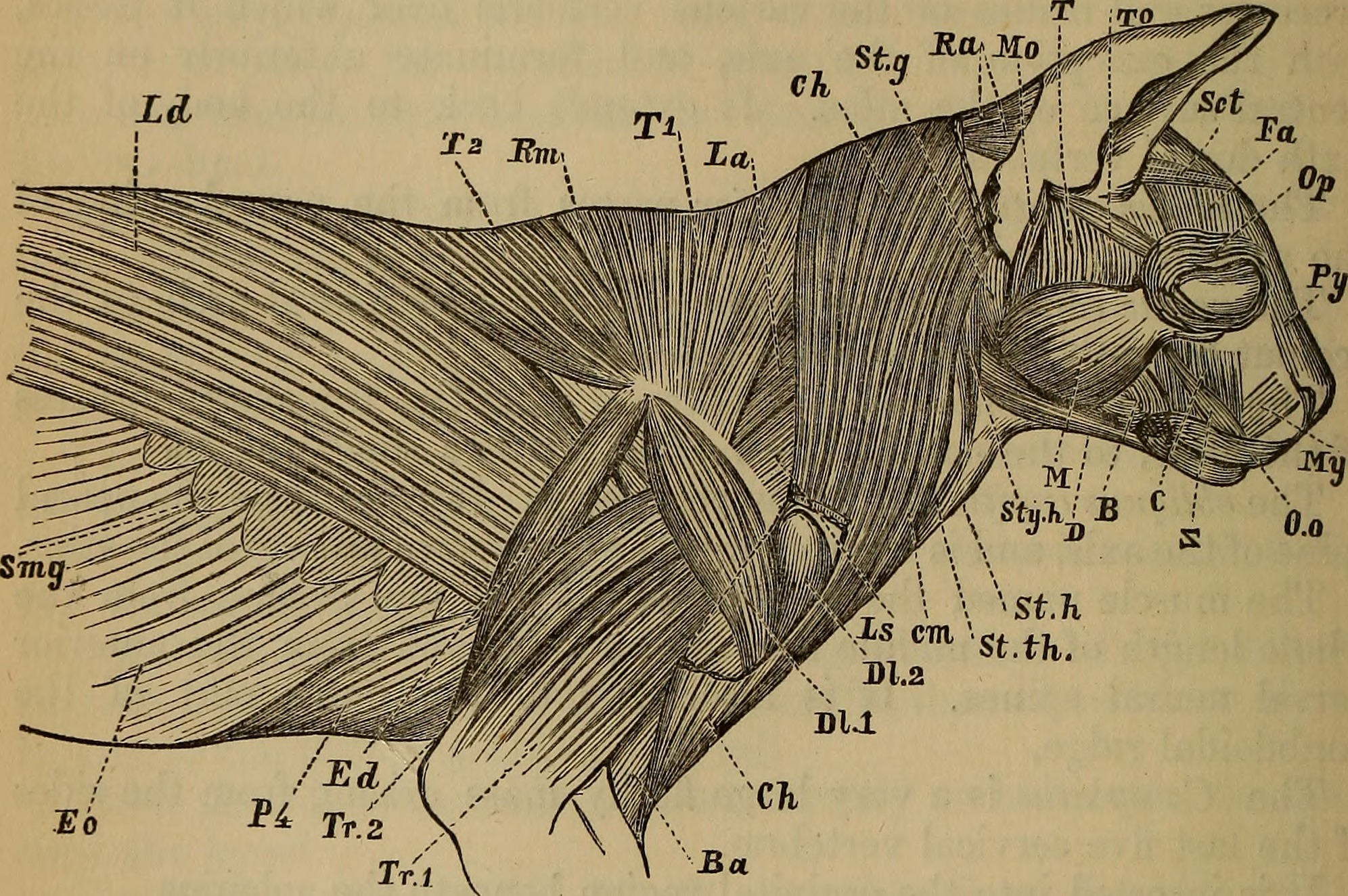
Mięśnie kota. Mięsień najszerszy grzbietu oznaczony Ld

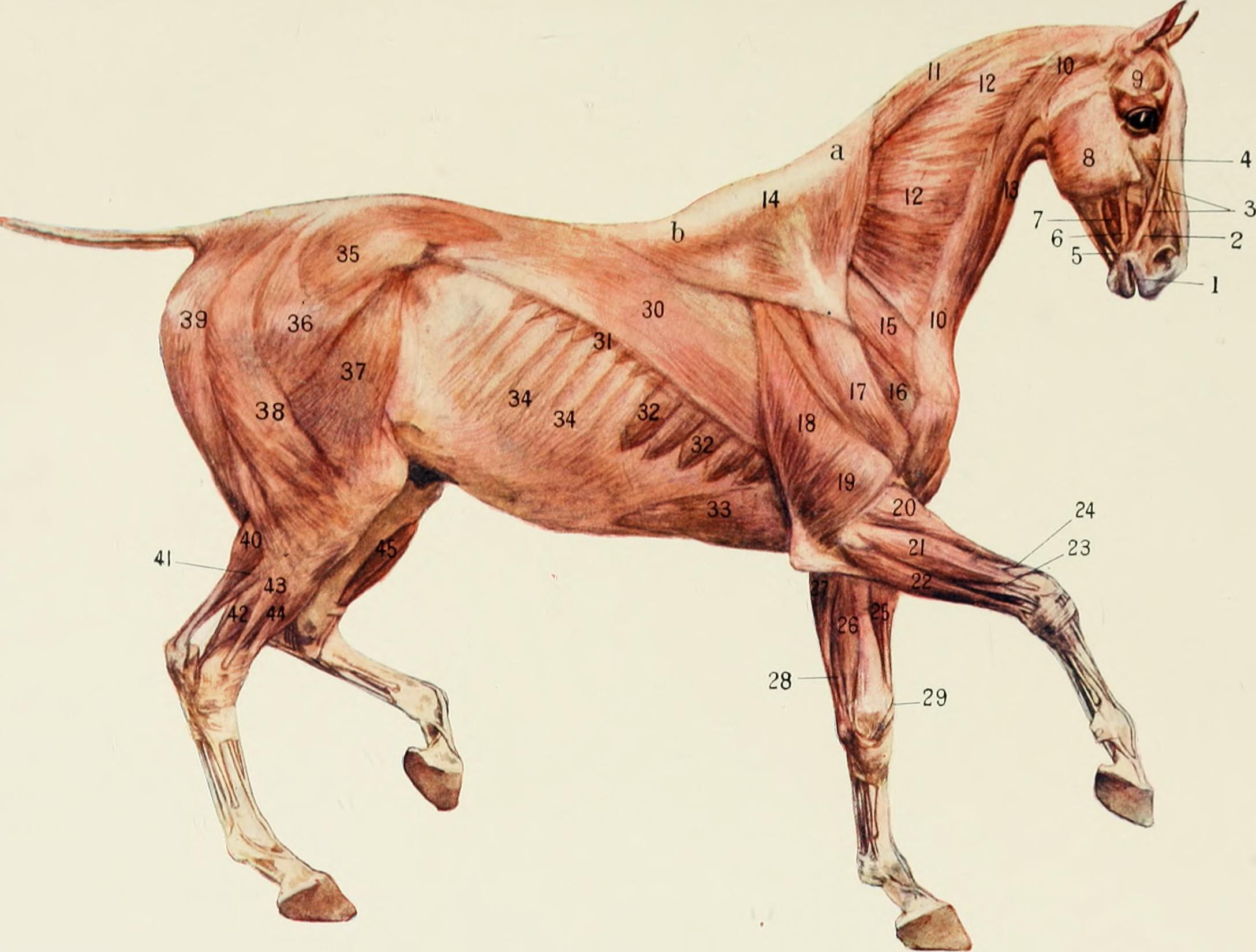
Mięśnie konia. Mięsień najszerszy grzbietu oznaczony 30

Mięsień najszerszy grzbietu człowieka

Mięsień najszerszy grzbietu (łac. musculus latissimus dorsi) – parzysty mięsień kręgowców, zaliczany do mięśni grzbietu.
U ssaków należy do najrozleglejszych mięśni. Przyczep końcowy ma na grzebieniu guzka mniejszego kości ramiennej, zaś przyczepy początkowe wykazują różnice gatunkowe. Przylega do grzbietowej i bocznej ściany klatki piersiowej. Unerwia go nerw piersiowo-grzbietowy. Ogólnie jest antagonistą mięśnia ramienno-głowowego i bierze udział w cofaniu kończyny piersiowej, a w przypadku gdy jest ustabilizowana wygina tułów łukowato. Przy posturze wyprostowanej może przywodzić, nawracać i zginać w tył ramię, a przy ustabilizownych ramionach współuczestniczyć w podciąganiu tułowia ku górze. Bierze także udział w uciskaniu żeber przy kaszlu i odkrztuszaniu.

## Przegląd

### Drapieżne
U drapieżnych mięsień najszerszy grzbietu bierze początek ścięgnem na wyrostkach kolczystych czwartego i piątego kręgu piersiowego oraz włóknami mięśniowymi na ostatnich żebrach. Krawędzią brzuszną przejmuje włókna od mięśnia skórnego tułowia, a przed końcem wysyła kilka drobnych do mięśnia piersiowego wstępującego.

### Parzystokopytne
U świni domowej bierze początek na żebrach oraz powierzchni mięsnia skośnego zewnętrznego brzuch, a kończy się ścięgnem blisko przyśrodkowej krawędzi bruzdy międzyguzkowej kości ramiennej. W tył nie sięga za granicę jedenastego żebra. U przeżuwaczy ma zwykle początek na żebrach od ósmego do dziewiątego.

### Nieparzystokopytne
U konia mięsień ten bierze początek na szerokim rozcięgnie, ciągnącym się od chrząstki łopatki po górną ⅓ dwunastego żebra, a dolną krawędzią przylega do mięśnia skórnego tułowia.

### Naczelne
U wyższych naczelnych nie wykazuje dużej zmienności topograficznej i morfologicznej. Jest natomiast szczególnie silnie rozwinięty u gatunków wyspecjalizowanych we wspinaczce.

#### Człowiek
U człowieka wyróżnia się 4 części tego mięśnia. Część kręgowa bierze początek na grzebieniu pośrodkowym kości krzyżowej, kręgach lędźwiowych i dolnych sześciu kręgach piersiowych. Część biodrowa wychodzi z przyśrodkowego odcinka grzebienia kości biodrowej. Część żebrowa ma początek na zewnętrznej stronie 3–4 ostatnich żeber. Część łopatkowa wychodzi z dolnego kąta łopatki.